# جالو

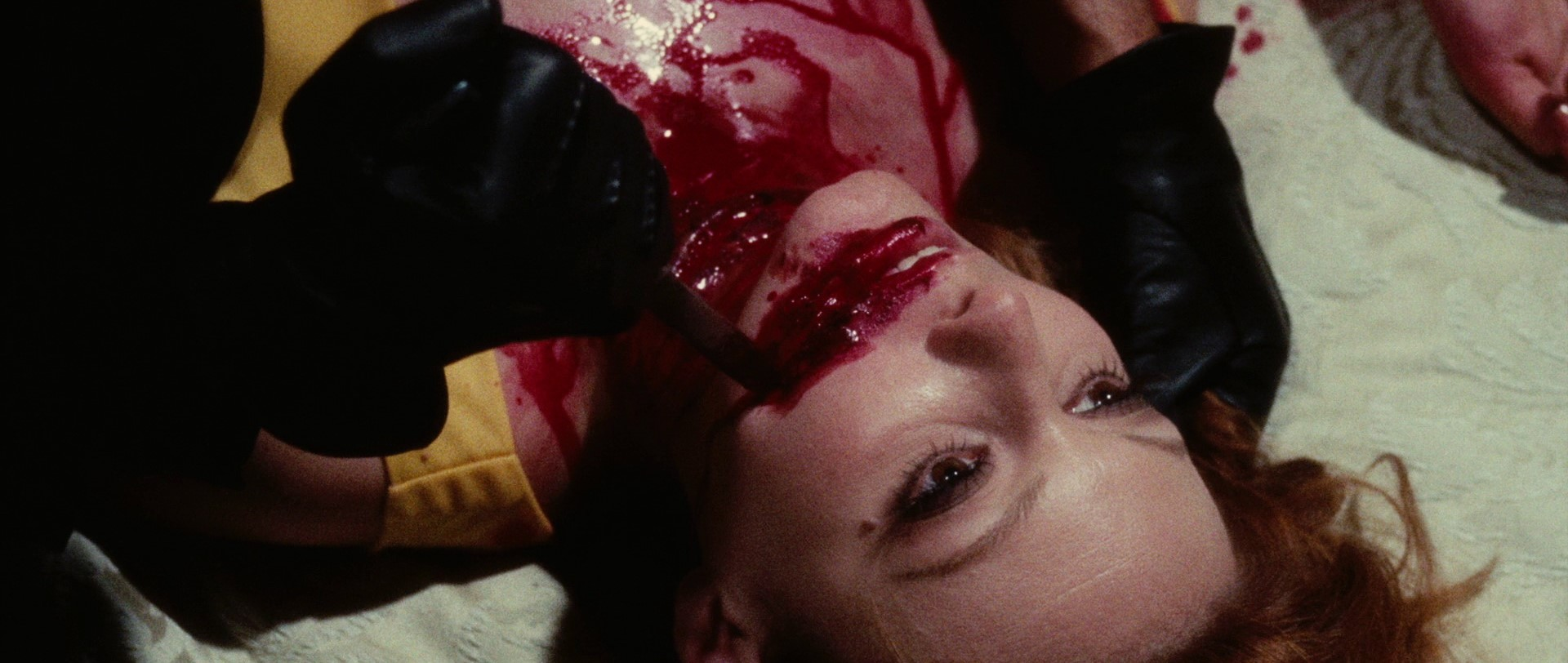
قاتل با دستکش سیاه در حال کشتن یک قربانی در Death Walks on Heels (1971)

جالو (ایتالیایی: Giallo) ژانری از آثار دلهره‌آور یا ترسناک ادبیات و سینمای ایتالیا در سده بیستم است که مؤلفه‌هایی از ژانرهای جنایی، اسلشر، معمایی، تریلر روان‌شناختی و وحشت روان‌شناختی را با خود دارد. واژهٔ «جالو» به معنی زرد، برگرفته از سلسله‌رمان‌های جنایی رازآلود مجلات زرد است که در دوره پسافاشیسم ایتالیا رایج بودند.
این ژانر از اواسط تا اواخر دههٔ ۱۹۶۰ به کوشش فیلم‌سازانی همچون ماریو باوا در سینمای ایتالیا پا گرفت و در دههٔ ۱۹۷۰ با آثار کارگردانانی مانند داریو آرجنتو و ماریو باوا به اوج محبوبیت رسید.
این سبک خاص از فیلم‌های ترسناک-دلهره‌آور معمایی قتل که توسط ایتالیایی‌ها ساخته می‌شوند، معمولاً فضا و تعلیق داستان‌های دلهره‌آور را با عناصر داستان‌های ترسناک (مانند خشونت اسلشر) و شهوانیت (شبیه به ژانر فانتزی فرانسوی) ترکیب می‌کنند و اغلب شامل یک قاتل مرموز هستند که هویت او تا پرده پایانی فیلم فاش نمی‌شود. این ژانر در اواسط تا اواخر دهه ۱۹۶۰ توسعه یافت، در دهه ۱۹۷۰ به اوج محبوبیت رسید و متعاقباً در چند دهه بعدی در فیلمسازی تجاری جریان اصلی رو به افول گذاشت، اگرچه نمونه‌هایی از آن همچنان تولید می‌شوند. این ژانر، پیش درآمد ژانر فیلم‌های اسلشر بعدی بود و تأثیر قابل توجهی بر آن داشت.